# Meisam Bagheri
Meisam Bagheri es un deportista iraní que compitió en taekwondo. Ganó dos medallas de bronce en el Campeonato Mundial de Taekwondo en los años 2009 y 2011.

## Palmarés internacional
| Campeonato Mundial | Campeonato Mundial       | Campeonato Mundial | Campeonato Mundial |
| Año                | Lugar                    | Medalla            | Categoría          |
| ------------------ | ------------------------ | ------------------ | ------------------ |
| 2009               | Copenhague (Dinamarca)   | Medalla de bronce  | –54 kg             |
| 2011               | Gyeongju (Corea del Sur) | Medalla de bronce  | –54 kg             |